# Onthophagus sipilouensis
Onthophagus sipilouensis är en skalbaggsart som beskrevs av Yves Cambefort 1984. Onthophagus sipilouensis ingår i släktet Onthophagus och familjen bladhorningar. Inga underarter finns listade i Catalogue of Life.